# Hedvig Carlsson
Hedvig Elisabeth Augusta Carlsson, född 14 april 1869 i Harlösa församling i Malmöhus län, död 31 mars 1955 i Sankt Matteus församling i Stockholm, var en svensk konstnär och tapetformgivare.
Hon var dotter till löjtnanten August Carlsson och Hedda Billing. Carlsson studerade vid Högre konstindustriella skolan i Stockholm 1886–1891 och med ett stipendium från Kommerskollegium kunde hon genomföra studieresor till London, Paris, Berlin och Rom. Hennes konst består av blomsterstilleben, porträtt och landskapsmålningar. Hon var under sex års tid anlitad av Kåbergs tapetfabrik i Stockholm som tapetformgivare.   